# Das Schwert der Wahrheit – Das erste Gesetz der Magie
Das Schwert der Wahrheit – Das erste Gesetz der Magie ist ein Fantasyroman von Terry Goodkind, der 1994 veröffentlicht wurde. Der englische Originaltitel lautet: Wizard’s First Rule. Das Buch ist der erste veröffentlichte Roman des Autors und Auftakt zu einer 11-teiligen Reihe (im amerikanischen Original, in der deutschen Ausgabe erst 17-teilig, neuerdings auch 11-teilig), mit der Goodkind international bekannt wurde. Auf der Reihe basiert die Fernsehserie Legend of the Seeker, die 2008 verfilmt wurde.
Der Roman wurde auf Deutsch zunächst zweigeteilt im "Paperback"-Format veröffentlicht, der erste Teil unter demselben(!) Titel, der zweite als Der Schatten des Magiers. Die erste Roman-Hälfte wurde in einer Sonderausgabe auch als preisgünstigeres Taschenbuch herausgebracht, später auch als eines von zehn Werken der Fantasy-Bibliothek der Bild am Sonntag, die seit 2006 als erste eigene Buchreihe der Zeitschrift veröffentlicht wurde. Die geteilten Romane erschienen später ungeteilt zunächst ebenfalls im Paperback-Format als "Zwei Folgen in einem Band".

## Handlung

### In Westland
Die drei Länder Midland, Westland und D’Hara sind durch eine magische Barriere voneinander getrennt. Die Midlands werden von dem machtgierigen Zauberer und Herrscher von D'Hara, Darken Rahl, bedroht. Der Konfessorin Kahlan Amnell gelingt es mit Hilfe von Zauberern, die magische Grenze nach Westland (in dem es im Unterschied zu den Midlands keine Magie gibt) zu überwinden. Dabei wird sie von einem Quadron (bestehend aus vier Söldnern D'Haras) verfolgt. Richard Cypher, dessen Vater erst vor kurzem ermordet wurde, begegnet ihr zufällig und hilft ihr, dem Quadron zu entkommen. Richard ahnt dabei nicht, wer Kahlan in Wirklichkeit ist und was ihre Mission ist. Kahlan will den mächtigen und letzten Zauberer der 1. Ordnung finden und ihn bitten – notfalls auch mittels ihrer Konfessorenmacht zwingen – den Sucher zu ernennen. Laut einer uralten Prophezeiung kann nur der Sucher Darken Rahl bezwingen.
Richard und Kahlan gelangen schließlich zu Zedd (Zeddicus Z'ul Zorander), der in Richards Augen bisher ein einfacher Wolkendeuter und väterlicher Freund war. Richard findet heraus, dass Zedd der gesuchte Zauberer ist. Kahlan informiert Zedd über die verzweifelte Lage in den Midlands: Wer sich Darken Rahl widersetzt, wird umgebracht, das einfache Volk leidet Hunger. Darken Rahl strebt nach einem magischen Gegenstand großer Macht, den drei Kästchen der Ordnung. Zwei Kästchen befinden sich bereits in seinen Händen, das Dritte fehlt ihm noch. Wenn Rahl am 1. Tag des Winters nicht das richtige Kästchen öffnet, ist er für alle Zeit besiegt. Öffnet er jedoch das richtige Kästchen, wird er unbesiegbar und Herr über alles Leben. Zedd erklärt Kahlan, dass der Sucher, den sie sucht und den er ernennen sollte, sich selbst zu erkennen geben muss – ein Zauberer bestätigt dies nur. Schließlich zeigt sich, dass Richard die Gabe zum Sucher hat. Zedd überreicht ihm das Schwert der Wahrheit, die Waffe des Suchers.
Die drei brechen auf, um sich auf den Weg in die Midlands zu begeben. Unterwegs suchen sie den Grenzposten Chase auf, einen Freund von Richard und Zedd, der ihnen helfen soll, die magische Barriere zu durchdringen. In der Tat gibt es im Süden Westlands eine geheime Pforte, die Königspforte. Die vier werden jedoch auf dem Weg dorthin von Herzhunden gejagt und schließlich von einem unbekannten Geschöpf mit Tentakeln angegriffen. Dabei werden Chase und Zedd verletzt. Richard und Kahlan gelingt es, die beiden Verwundeten bei Adie, einer Magierin, unterzubringen. Adie kennt die magische Grenze so gut wie sonst niemand. Sie beschreibt den beiden die Gefahren und wie sie die Grenze überwinden können.

### In den Midlands
Da die Zeit bis zum ersten Tag des Winters näherrückt, brechen Richard und Kahlan ohne Chase und Zedd auf. Es gelingt ihnen, in die Midlands zu gelangen. Dort beginnen sie ihre Suche nach dem dritten Kästchen der Ordnung, das Darken Rahl noch nicht hat. Sie suchen das Volk der Schlammmenschen auf, da diese mit den Seelen ihrer Vorfahren sprechen können. Von den Seelen der Schlammmenschenvorfahren erfährt Richard, dass die Hexe Shota weiß, wo sich das dritte Kästchen der Ordnung befindet. Da Shota gefährlich ist und Konfessoren hasst, hat Kahlan große Bedenken sie aufzusuchen. Sie haben jedoch keine andere Wahl und so brechen sie in die Agaden auf. Die Hexe Shota unterzieht Richard einer Prüfung, die er besteht. Da Shota ebenso wie alle anderen magischen Wesen von Darken Rahl Gefahr droht, beschließt sie Richard zu helfen, indem sie ihm verrät, dass sich das dritte Kästchen der Ordnung in der Schatzkammer der Königin Milena in Tamarang befindet.
Auf dem Weg nach Tamarang erfährt Richard mithilfe einer List endlich durch Kahlan, was ein Konfessor ist. Konfessoren können durch ihre Berührung jeden Menschen wandeln. Ein gewandelter Mensch wird dem Konfessor hörig, er hat keinen eigenen Willen mehr. In den Midlands ist es üblich, dass ein verurteilter Verbrecher das Recht hat, von einem Konfessor berührt zu werden und auf diese Weise seine Schuld bzw. Unschuld zu beweisen. Nach der Wandlung erzählt er auf Verlangen des Konfessors die Wahrheit. Ein Unschuldiger bleibt so zwar am Leben, verliert allerdings den eigenen Willen. Ein Konfessor kann keine normale Ehe eingehen, denn spätestens beim Liebesakt kann ein Konfessor seine Magie nicht zurückhalten und wird damit den Mann wandeln. In früheren Zeiten gab es auch männliche Konfessoren, da diesen aber das ausgleichende Mitgefühl fehlte, waren sie machtbesessen und bösartig. Sie werden deshalb als Babys getötet. Kahlan ist die Mutter Konfessor, die Oberste Ihrer Vereinigung. Die Mutter Konfessor steht über allen anderen in den Midlands, selbst über Königen und Königinnen. Sie hat die Aufgabe, kleinere Völker, die nicht im Rat der Midlands in Aydindril vertreten sind, zu beschützen. Darken Rahl hat alle Konfessoren durch Quadronen umbringen lassen. Kahlan ist der letzte noch lebende Konfessor, den Darken Rahl allerdings lebend braucht, da in dem Buch der gezählten Schatten, der Anleitung, wie man die Kästchen der Ordnung öffnet und nutzt, von einem Konfessor als Prüfer die Rede ist.
Da Kahlan und Richard sich mittlerweile ineinander verliebt haben, ist die Eröffnung, dass er Kahlan nicht lieben kann, ein großer Schock für Richard.
In der Zwischenzeit verhandelt Königin Milena mit Darken Rahl. Sie will mit ihm ein Bündnis eingehen und ihm dafür das dritte Kästchen der Ordnung aushändigen. An ihren Hof verweilt auch der Zauberer 2. Ordnung, Giller, der auf einen Weg sinnt, das Kästchen aus der Reichweite Rahls zu entfernen. Er freundet sich hierfür mit der Waise Rachel an, einem kleinen Mädchen, das die Gespielin von Violet, der Tochter Königin Milenas, ist. Giller gelingt es, das Vertrauen Rachels zu gewinnen. Er weiht sie in seinen Plan ein, das Kästchen in einem Brot zu verstecken und aus dem Palast zu schmuggeln. Die Palastwachen sind es gewohnt, dass Rachel häufig für Nichtigkeiten bestraft wird und eine Nacht außerhalb des Palastes verbringen muss und lassen sie daher – trotz gegenteiliger Befehle, hinaus. Der Plan geht auf. Allerdings gelingt es Giller selbst nicht zu entkommen, da Rahl früher am Hof der Königin eintrifft als angekündigt wurde. Darken Rahl entdeckt, dass das Kästchen durch eine Fälschung ausgetauscht wurde. Giller bringt sich während der Folter mittels Zaubererfeuer um, um Rachel und den Aufenthaltsort des Kästchens nicht zu verraten, die sich mittlerweile immer weiter vom Hof entfernt.
In der Wildnis treffen Kahlan und Richard auf Rachel. Rachel jedoch traut Kahlan nicht, da Kahlan, durch ihr langes Haar (in den Midlands verrät die Länge des Haares den gesellschaftlichen Stand) als eine Angehörige der Oberschicht erkennbar ist. Rachel hat mit Milena und Violet zu schlechte Erfahrungen gemacht. Außerdem hört sie, wie sich Richard und Kahlan über Giller unterhalten, den sie für einen Verräter halten, der sich Königin Milena angedient habe. Rachel nimmt nachts Reißaus. Derweil treffen Kahlan und Richard wieder auf Zedd. Die drei machen sich auf zum Hof von Königin Milena, können dort jedoch nur den Tod Gillers feststellen und über den Verbleib des Kästchens nichts herausbekommen.
Auf dem Rückweg treffen sie auf Chase, der Rachel dabei hat. Er hat sie vor einem Gar, einem mannsgroßen, fliegenden Ungeheuer, das auf Menschen Jagd macht, gerettet. Sie überzeugen Rachel, dass sie Giller falsch eingeschätzt haben und sie Feinde von Königin Milena sind. Sie fassen den Plan, Richards Bruder aufzusuchen, der mit einer Armee Westlands nach den Midlands aufgebrochen ist. Dort, glauben sie, sei das Kästchen sicher.

### In D'Hara
Richard wird auf dem Weg zu seinem Bruder von einer Mord-Sith namens Denna gefangen genommen. Sie foltert Richard grausam mit ihrem Strafer, dem Folterwerkzeug der Mord-Sith, und bringt ihn nach D'Hara. Richard droht fast an der Folter zu zerbrechen. Trotzdem gelingt es ihm, Mitleid mit Denna zu entwickeln. Dadurch kann er das Schwert der Wahrheit weiß färben und Denna töten. Darken Rahl findet zuvor heraus, dass Richard das Buch der gezählten Schatten in seiner Kindheit auswendig lernte und anschließend verbrannte – er Richard also unbedingt für das Öffnen der drei Kästchen benötigt. Richard kann ungehindert aus dem Palast des Volkes spazieren, da Darken Rahl ihn mit einem magischen Netz, einem Feindesnetz, belegt hat und weiß, dass Richard ihm nicht endgültig entkommen kann. Für andere Menschen sieht er somit automatisch aus wie ihr Feind.
Richard will so schnell wie möglich seine Freunde finden, sie befinden sich allerdings noch mehrere Tagesritte entfernt. Richard sucht Scarlet, einen roten Drachen, auf. Darken Rahl hat Scarlets Ei entführt und erpresst sie so, um Scarlet zu zwingen, Rahl an die gewünschten Orte zu fliegen. Richard gelingt es, Scarlets Ei zu retten. Im Gegenzug ist Scarlet bereit Richard zu transportieren. Bei Gesprächen mit Scarlet findet Richard heraus, dass Darken Rahl mit Scarlet beim Haus seines Ziehvaters Georg Cypher war (der, wie Darken Rahl ihm zuvor verriet, nicht sein leiblicher Vater war), aber auch bei einem anderen Haus in den Westlands. Richard trifft nun endlich auf Zedd und Kahlan, da er jedoch mit dem Feindesnetz belegt ist, sieht er für seine Freunde aus wie Darken Rahl, auch verstehen sie seine Sprache nicht mehr. Richard beschließt daraufhin seinen Bruder Michael aufzusuchen. Michael erkennt Richard trotz des Feindeszaubers, wodurch Richard klar wird, dass Michael ein Freund Rahls sein muss, denn sonst hätte Michael ihn nicht erkennen können. Michael hat Rahl das dritte Kästchen ausgeliefert und sein Haus war es, das Rahl zuvor mit Scarlets Hilfe aufgesucht hatte. Richard gelingt die Flucht mit Scarlet und er macht sich wieder auf den Weg zum Palast des Volkes.
Zedd, Chase und Kahlan werden unterdessen von Demmin Nass, dem brutalen General Rahls aufgegriffen. Nass’ Leute wollen Kahlan vergewaltigen, Kahlan beschwört jedoch den Con Dar herauf, den Blutrausch eines Konfessors. Sie kann Demmin Nass wandeln und befiehlt ihm, seine restlichen Soldaten zu töten. Die Drei machen sich nun ebenfalls auf zum Palast des Volkes. Als sie im Garten des Lebens dort eintreffen, ist Richard schon dort. Da er jedoch noch immer mit einem Feindeszauber belegt ist, hält ihn Kahlan für Darken Rahl und wandelt Richard. Jetzt trifft Darken Rahl selbst ein. Kahlan, die mittlerweile bemerkt hat, dass sie Richard gewandelt hat, ist am Boden zerstört. Ihr Con Dar ist beendet. Rahl will nun Richard zwingen, ihm die Geheimnisse aus dem geheimen Buch der gezählten Schatten zu erzählen, indem er droht, Kahlan zu töten. Da Richard jetzt gewandelt ist, ist er bereit, alles zu tun, um Kahlan zu retten. Also trägt er den Inhalt des Buches vor. Diese Bemühungen dienen dazu, das richtige Kästchen zu öffnen. Schließlich öffnet Rahl – nach einer Prüfung Richards, dessen Vortrag in einem wichtigen Punkt vom Vorwissen Rahls über die Kästchen abweicht – das Kästchen, das zwei Schatten wirft. Doch es ist das Falsche. Es stellt sich heraus, dass Richard die Wandlung nur vorgetäuscht hat, um Darken Rahl zu täuschen. Da Richard wahre Liebe für Kahlan empfindet, ist er für die Magie eines Konfessors nicht empfänglich – dies durfte er allerdings zuvor nicht wissen, da das Vorwissen um diese Möglichkeit, einen Konfessor zu lieben, den Zauber befleckt hätte.
Er hat Rahl mithilfe des ersten Gesetzes der Magie geschlagen. Das erste Gesetz der Magie besagt, dass die Menschen alles glauben, entweder weil sie es glauben wollen oder weil sie Angst haben, es könnte wahr sein. Richard erfährt außerdem, dass er der Sohn von Darken Rahl ist. Rahl hat einst die Mutter Richards vergewaltigt, die die Tochter von Zedd war. Damit ist Richard auch der Enkelsohn von Zedd. Bevor Darken Rahl stirbt, offenbart er Zedd, dass er nur ein Agent des Hüters war.

## Textausgaben
- Terry Goodkind: Wizard’s First Rule. TOR Fantasy, 1994.

### Deutsche Ausgaben
- Terry Goodkind: Das erste Gesetz der Magie. Blanvalet, 1995, ISBN 3-442-24614-8 (deutsche Erstausgabe in zwei Bänden, broschiert).
- Terry Goodkind: Schatten des Magiers. Blanvalet, 1995, ISBN 3-442-24658-X.
- Terry Goodkind: Das erste Gesetz der Magie. Blanvalet, 2003, ISBN 3-442-24255-X (Taschenbuchausgabe).
- Terry Goodkind: Das erste Gesetz der Magie. Der Schatten des Magiers. Zwei Folgen in einem Band. Blanvalet, 2006, ISBN 3-442-24397-1.
- Terry Goodkind: Fantasy Bibliothek 7 – Das erste Gesetz der Magie. Weltbild Verlag, Augsburg 2006 (Sonderdruck) ISBN 3-89897-527-4.
- Terry Goodkind: Schwert der Wahrheit – Das erste Gesetz der Magie. Blanvalet, 2008, ISBN 3-442-24614-8.